# Niko Sigur
Niko Sigur, né le 9 septembre 2003 à Burnaby en Colombie-Britannique, est un joueur international canadien de soccer. Il joue au poste d'arrière droit à l'Hajduk Split.

## Biographie

### Jeunesse et formation
Né à Burnaby en Colombie-Britannique, Niko Sigur commence le soccer au Mountain United. Puis, il rejoint en 2022 la Slovénie et le club du NK Radomlje.

### Hajduk Split
Niko Sigur rejoint le Hajduk Split lors de l'été 2022. Il est dans un premier temps intégré à l'équipe des moins de 19 ans du club.
En raison notamment de plusieurs absences dans le secteur défensif, Sigur est appelé en équipe première et joue son premier match en professionnel le 22 avril 2023, lors d'une rencontre de championnat face au NK Varaždin. Il est titularisé et son équipe s'impose par deux buts à zéro. Impressionné par ses prestations, son entraîneur Ivan Leko continue de le titulariser au poste d'arrière droit jusqu'à la fin de la saison.
Il remporte la coupe de Croatie, en étant titularisé lors de la finale le 24 mai 2023 contre le HNK Šibenik (victoire 2-0 du Hajduk Split).
Le 30 novembre 2023, il prolonge son contrat avec son club formateur jusqu'en 2028. Puis, il inscrit son premier but en professionnel le 24 février 2024, lors d'une rencontre de championnat face au NK Varaždin. Titulaire, il marque le but égalisateur de son équipe (1-1 score final).

### Parcours en sélection
Possédant à la fois la nationalité canadienne et croate, il est éligible pour la sélection canadienne mais aussi pour la Croatie, pays dont il possède des origines. En sélection de jeune il commence à jouer avec la Croatie, mais représente finalement plus tard le Canada,,.

#### Premiers pas avec la Croatie
Le 15 juin 2023, il est retenu dans la liste des vingt-trois joueurs croates sélectionnés par Dragan Skočić pour disputer l'Euro espoirs 2023.

#### Choix du Canada comme sélection nationale
Le 21 août 2024, Canada Soccer annonce qu'il a fait son changement d'association nationale (le « One Time Switch »),,. 
Le 27 août 2024, il est convoqué pour la première fois en équipe du Canada par le sélectionneur Jesse Marsch pour participer à deux matchs amicaux, contre les États-Unis puis face au Mexique,,. Le 10 septembre, il honore sa première sélection en entrant en seconde mi-temps — à la place d'Ali Ahmed — contre le Mexique,. La rencontre se solde par un match nul et vierge.

## Statistiques

### Statistiques en club
| Saison                | Club                  | Championnat           | Championnat | Championnat | Championnat | Coupe(s) nationale(s) | Coupe(s) nationale(s) | Coupe(s) nationale(s) | Supercoupe | Supercoupe | Supercoupe | Compétition(s) continentale(s) | Compétition(s) continentale(s) | Compétition(s) continentale(s) | Compétition(s) continentale(s) | Canada | Canada | Canada | Total | Total | Total |
| Saison                | Club                  | Division              | M.          | B.          | P.d.        | M.                    | B.                    | P.d.                  | M.         | B.         | P.d.       | Comp.                          | M.                             | B.                             | P.d.                           | M.     | B.     | P.d.   | M.    | B.    | P.d.  |
| 2022-2023             | Hajduk Split          | Prva HNL              | 7           | 0           | 0           | 1                     | 0                     | 0                     | -          | -          | -          | -                              | -                              | -                              | -                              | -      | -      | -      | 8     | 0     | 0     |
| 2023-2024             | Hajduk Split          | Prva HNL              | 34          | 1           | 1           | 2                     | 0                     | 0                     | 1          | 0          | 0          | C4                             | 2                              | 0                              | 0                              | -      | -      | -      | 39    | 1     | 1     |
| 2024-2025             | Hajduk Split          | Prva HNL              | 28          | 3           | 1           | 3                     | 0                     | 0                     | -          | -          | -          | C4                             | 1                              | 0                              | 0                              | 9      | 1      | 1      | 41    | 4     | 2     |
| 2025-2026             | Hajduk Split          | Prva HNL              | 0           | 0           | 0           | -                     | -                     | -                     | -          | -          | -          | C4                             | 2                              | 0                              | 0                              | -      | -      | -      | 2     | 0     | 0     |
| Total sur la carrière | Total sur la carrière | Total sur la carrière | 69          | 4           | 2           | 6                     | 0                     | 0                     | 1          | 0          | 0          | -                              | 5                              | 0                              | 0                              | 9      | 1      | 1      | 90    | 5     | 3     |

## Palmarès
Hajduk Split
- Vainqueur de la Coupe de Croatie en 2023.